# Nintendo 64
Nintendo 64 (N64 pe scurt) este o consolă de jocuri pe 64 biți, lansată de Nintendo în Japonia în 1996. Predecesoarea consolei Nintendo 64 a fost Super Nintendo Entertainment System (SNES), a fost a treia consolă de jocuri produsă de Nintendo și prima capabilă de grafică 3D. A fost ultima consolă de jocuri care a folosit cartușe de jocuri, în loc de CD-uri.

## Istoric
La sfârșitul anului 1994 piața de console de jocuri a devenit mai aglomerată, întrucât atât Sega (vechiul rival al firmei Nintendo), cât și Sony (care a debutat pe piața de console) au lansat console noi, respectiv Saturn și PlayStation. Răspunsul celor de la Nintendo a fost Nintendo 64, cea mai avansată și puternică consolă de jocuri pentru perioada respectivă, care însă a sosit destul de târziu pe piață, respectiv pe 23 iunie 1996, în Japonia. Asta a însemnat că Saturn și PlayStation au fost deja stabilizate demult când Nintendo 64 a intrat pe piață, și chiar dacă Nintendo 64 până la urmă a reușit să vândă mai mult decât Saturn, dezavantajul inițial a asigurat că n-a fost in stare să egaleze succesul consolei PlayStation.
Totuși, Nintendo 64 (care a fost lansat în SUA pe 29 septembrie 1996, și în Europa pe 1 martie  1997) a obținut un succes semnificativ, cu 32.000.000 de console vândute până la sfârșitul producției. În plus, chiar dacă competiția a devenit mai intensă, cu Sega Dreamcast lansat în 1998 și PlayStation 2 lansat în 2000, Nintendo 64 a supraviețuit până în 2002. Nintendo 64 a fost urmat de Nintendo GameCube.

## Jocuri
Când Nintendo 64 a fost lansat în Japonia și SUA, a fost acompaniat doar de două jocuri, și a fost în viitor caracterizat de un număr de jocuri mult mai mic decât NES și SNES, în jur de 200 de jocuri în total. Sistemul de cartușe de jocuri a făcut procesul de dezvoltarea al jocurilor mai greu și mai scump, și multe companii au părăsit producția de jocuri pentru Nintendo 64 în favoarea PlayStation-ului. Nintendo însă, a susținut consola Nintendo 64 cu serii faimoase precum The Legend of Zelda, Mario și Star Fox, care au debutat în 3D cu mare succes. Super Mario 64 de exemplu a devenit cel mai vândut joc pentru Nintendo 64, și The Legend of Zelda: Ocarina of Time a fost considerat unul dintre cele mai bune jocuri făcute vreodată. În afară de Nintendo, compania care a susținut cel mai mult consola Nintendo 64 a fost Rare, care a făcut jocuri de succes precum Goldeneye 007, Perfect Dark și Banjo-Kazooie pentru acest sistem. 